# Kanton Sartène
Sartène is een voormalig kanton van het Franse departement Corse-du-Sud. Het kanton maakte deel uit van het arrondissement Sartène. Het werd opgeheven bij decreet van 24 februari 2014 met uitwerking op 22 maart 2015.

## Gemeenten
Het kanton Sartène omvatte de volgende gemeenten:
- Belvédère-Campomoro
- Bilia
- Foce
- Giuncheto
- Granace
- Grossa
- Sartène (hoofdplaats)